# シン・ノグチ
シン・ノグチ（1976年 - ）は、日本の写真家、ストリート・フォトグラファー。主に東京都と鎌倉を拠点としている。

## 経歴
1976年、東京都新宿区にて誕生。その後移住をし鎌倉に20年以上住んでいる。写真家としてはFestival de Photo MAP Toulouseで1等賞を受賞している。